# Distrito Manga
Distrito Manga és un segell editorial de còmics espanyol propietat de l'editorial Penguin Random House creat el 2022. La intenció del projecte és portar al lector contingut de gran impacte comercial sense sacrificar-ne la qualitat, i acostar-se als lectors a partir dels 12 anys, tant als apassionats com als que s'hi inicien.
El nom del segell és una referència al pla urbà japonès, que divideixen les seves ciutats en districtes o prefectures. L'editorial vol ser la creu al mapa que indiqui el lloc de trobada dels apassionats a la cultura japonesa i al manga.
Van començar publicant en castellà mangues com Darwin Jihen de Shun Umezawa, Sentai Daishikkaku de Negi Haruba, Joy de Hatoko Etsuko, Love in Focus de Yoko Nogiri i Kawaii dake ja nai Shikimori-san de Keigo Maki.

## Manga en català
A la 40a edició del Saló del Còmic de Barcelona, Distrito Manga va anunciar que tenien plans de publicar manga en català. El 2 de novembre de 2022, l'editorial va confirmar la seva declaració anunciant que el primer manga que editarien en català seria Wind Breaker, amb data de sortida el març de 2023, i que es publicaria simultàniament amb la versió castellana, la qual cosa només havia fet Ooso Comics fins aquell moment.